# 霞流一
霞 流一（かすみ りゅういち、1959年5月18日 -）は、日本の推理作家。本名は有正 真一郎（ありまさ しんいちろう）。

## 来歴
岡山県生まれ。北区立赤羽台西小学校、北区立赤羽台中学校、東京都立小石川高等学校を経て、1982年に早稲田大学政治経済学部を卒業後（在学中はワセダミステリクラブに所属）、東宝に入社。宣伝部、企画部、テレビ部などを歴任。その傍ら、1994年に『おなじ墓のムジナ』で第14回横溝正史ミステリ大賞で佳作入選し、作家デビューを果たす。
それ以降、いわゆる「バカミス」を中心に作品を発表し続け、1995年の『フォックスの死劇』、2001年の『スティームタイガーの死走』で二度のバカミステリ大賞を受賞。現在は、日本における「バカミスの第一人者」「バカミスキング」などと言われている。
ただし、全編にアクの強いギャグと衒学、異常なキャラクターを詰め込み、事件自体も残酷性や悲劇性の強いものが多いため、ライトで親しみやすいイメージのあるユーモアミステリーという言葉とは相容れない。一方でミステリとしての論理的な組み立てには強い拘りを持ち、特に消去法による推理が十八番である。また、著作のほとんどが、何らかの「動物づくし（スティームタイガーの死走の場合虎、など）」になっている。アイディア料理や美食に関する描写が多いのも特徴。
レギュラー探偵役としては、紅白探偵社嘱託（名前の通り、もと共同創立者だが大手に成長したので経営が面倒になり退社、嘱託に退いた）の私立探偵・紅門福助、出雲大社系の調査機関に所属する調査課長・魚間岳士とフリー契約の奇跡鑑定人・天倉真喜郎のコンビ（実在の民間団体に所属する探偵というのは非常に珍しい。他には、探偵ではないが東郷隆描くところの大阪商工会議所秘密諜報員・定吉七番ぐらいである。もっとも、当然ながら実際の出雲大社や大阪商工会議所に奇跡鑑定機関や秘密諜報部は存在しない）、警視庁出入りの女鍼灸師・蜂草キラリなどが挙げられる。“権力と人気を駆使する”タレント国会議員探偵（元刑事ドラマのスターにして国家公安委員。何の根拠もなく警部クラスを顎でこき使う）駄柄善吾などを含め、彼らの癖の強さも並大抵ではない。
2003年から2005年まで、本格ミステリ作家クラブの監事をつとめる。
2015年、『フライプレイ！』で第15回本格ミステリ大賞候補。2019年、『パズラクション』で第19回本格ミステリ大賞候補。

## 作品リスト

### 単著
- おなじ墓のムジナ 枕倉北商店街殺人事件（1994年5月 カドカワノベルズ）
- フォックスの死劇（1995年12月 角川書店 / 2004年9月 角川文庫）
- ミステリークラブ（1998年5月 角川書店）
- 赤き死の炎馬 奇蹟鑑定人ファイル1（1998年6月 ハルキ・ノベルス / 1999年10月 ハルキ文庫）
- オクトパスキラー8号 赤と黒の殺意（1998年11月 アスペクトノベルス）
- 屍島 奇蹟鑑定人ファイル2（1999年12月 ハルキ文庫）
- スティームタイガーの死走（2001年1月 ケイブンシャノベルス / 2004年3月 角川文庫）
- 牙王城の惨劇 フォート探偵団ファイル1（2002年1月 富士見ミステリー文庫）
- 首断ち六地蔵（2002年7月 カッパ・ノベルス / 2005年8月 光文社文庫）
- デッド・ロブスター（2002年9月 角川書店）
- 呪い亀（2003年1月 原書房 ミステリー・リーグ）
- 火の鶏（2003年4月 ハルキ・ノベルス）
- おさかな棺（2003年10月 角川文庫）
- ウサギの乱（2004年3月 講談社ノベルス）
- 羊の秘（2005年2月 ノン・ノベル / 2010年6月 祥伝社文庫）
- サル知恵の輪（2005年11月 アクセス・パブリッシング）
- プラットホームに吼える（2006年7月 カッパ・ノベルス / 2009年8月 光文社文庫）
- 夕陽はかえる（2007年10月 ハヤカワ・ミステリワールド）
- 死写室（2008年2月 新潮社）
  - 【改題】死写室 映画探偵・紅門福助の事件簿（2018年2月 講談社ノベルス）
- ロング・ドッグ・バイ（2009年4月 理論社ミステリーYA! / 2012年11月 PHP文芸文庫）
- 災転（サイコロ）（2010年3月 角川ホラー文庫）
- スパイダーZ（ゾーン）（2011年10月 講談社ノベルス）
- 落日のコンドル（2013年4月 ハヤカワ・ミステリワールド）
- 奇動捜査 ウルフォース（2013年10月 ノン・ノベル）
- フライプレイ！ 監棺館殺人事件（2014年10月 原書房 ミステリー・リーグ）
- 独捜！ 警視庁愉快犯対策ファイル（2016年12月 講談社ノベルス）
- パズラクション (2018年8月 原書房 ミステリー・リーグ)
- エフェクトラ 紅門福助最厄の事件（2023年6月 南雲堂 本格ミステリー・ワールド・スペシャル）

### アンソロジー他
「」内が霞流一の作品
- 誘拐（1995年1月 カドカワノベルズ / 1997年10月 角川文庫）「スイカの脅迫状」
- 金田一耕助の新たな挑戦（1996年2月 カドカワノベルズ / 1997年9月 角川文庫）「本人殺人事件」
- 憑き者（2000年3月 アスキー）「スティーム・コップ」
- 密室殺人大百科〈下〉時の結ぶ密室（2000年7月 原書房）「らくだ殺人事件」
  - 【改題】密室殺人大百科〈下〉（2003年9月 講談社文庫）
- 八ヶ岳「雪密室」の謎（2001年3月 原書房）「仮説・秘中の秘」
- ミステリー傑作選・特別編5 自選ショート・ミステリー（2001年7月 講談社文庫）「牛去りしのち」
- 密室レシピ ミステリ・アンソロジーIII（2002年3月）「タワーに死す」
- 本格ミステリ02 二〇〇二年本格短篇ベスト・セレクション（2002年5月 講談社ノベルス）「わらう公家」
  - 【分冊・改題】天使と髑髏の密室 本格短編ベスト・セレクション（2005年12月 講談社文庫）
- 本格ミステリ03 二〇〇三年本格短編ベスト・セレクション（2003年6月 講談社ノベルス）「首切り監督」
  - 【改題】論理学園事件帳 本格短編ベスト・セレクション（2007年1月 講談社文庫）
- 浪人街外伝（2004年5月 宝島社文庫）「お新捕物控幻夏逆蛇蔵」
- 名探偵を追いかけろ（2004年10月 カッパ・ノベルス / 2007年5月 光文社文庫）「血を吸うマント」
- 赤に捧げる殺意（2005年4月 角川書店 / 2013年2月 角川文庫）「タワーに死す」
- あなたが名探偵（2005年8月 創元クライム・クラブ / 2009年4月 創元推理文庫）「左手でバーベキュー」
- 本格ミステリ06 二〇〇六年本格短編ベスト・セレクション（2006年5月 講談社ノベルス）「杉玉のゆらゆら」
  - 【改題】珍しい物語のつくり方 本格短編ベスト・セレクション（2010年1月 講談社文庫）
- バカミスじゃない!? 史上空前のバカミス・アンソロジー（2007年6月 宝島社）「BAKABAKAします」
  - 【分冊・改題】奇想天外のミステリー（2009年8月 宝島社文庫）
- 本格ミステリ08 二〇〇八年本格短編ベスト・セレクション（2008年6月）「霧の巨塔」
  - 【改題】見えない殺人カード本格短編ベスト・セレクション（2012年1月 講談社文庫）
- 探偵Xからの挑戦状！（2009年10月 小学館文庫）「サンタとサタン」
- 0番目の事件簿（2012年11月 講談社）「ゴルゴダの密室」
- 本格王2025（2025年6月 講談社文庫）「スティームドラゴンの奇走」

### 映画作品
- CHECKERS IN TAN TAN たぬき（1985年） - 宣伝プロデューサー
- 19ナインティーン（1987年） - 宣伝プロデューサー
- となりのトトロ / 火垂るの墓（1988年） - 宣伝プロデューサー
- ゴジラvsスペースゴジラ（1994年） - 製作補[2]、原案
  - 当時『ヤマトタケル』（1994年）の製作も兼任していた富山省吾の補佐として参加[3][1]。過去作品に絡めたスペースゴジラの誕生経緯やその能力である「コロナ・ビーム」などの名称、モゲラの正式名称である「Mobile Operation G-Expert Robot Aerotype」などは有正の発案による[1]。
- 八つ墓村（1996年） - プロデューサー補